# 津島隆太
津島 隆太（つしま りゅうた、年齢不詳) は、日本の漫画家の男性。

## 来歴
- 漫画家を目指し、漫画家アシスタントをしながら漫画制作をして出版社に持ち込みをしていたが採用されず、長年プロアシスタントとして生活していた。
- 子供時代の被虐待経験（児童虐待および児童性的虐待によるトラウマ）から性逸脱行動を取るようになり、成人後も複数の女性との性行為を繰り返してきたが、交際相手の1人だった女性にハンマーで殴られた事をきっかけに自身の異変に気付き、通院した心療内科で「セックス依存症（性依存症）」の診断を受ける。その治療や性依存症自助グループでの体験をもとにした漫画『セックス依存症になりました。』（精神保健福祉士・社会福祉士の斉藤章佳との共著）を、2018年4月より集英社のウェブサイト「週プレNEWS」にて連載し、2020年からは「グランドジャンプめちゃ」で連載中。なお、『セックス依存症になりました。』の内容は、あくまでもドキュメンタリー（実話）風のフィクション作品（＝フェイクドキュメンタリー作品）である。
- 性依存症についてのインタビューや対談、Twitterでの人生相談などで活動している。

## 作品
- 『セックス依存症になりました。』
  - 週プレNEWS、2018年4月13日 - 2020年2月28日
  - グランドジャンプめちゃ、2020年7号 - 連載中
- 『楓の熾』
  - グランドジャンプめちゃ、2021年10号

## インタビュー・対談
- ”性依存症を作品でカミングアウトした漫画家が赤裸々に描く実体験”…（週プレNEWS 2018年04月13日　記者/結城紫雄　撮影/鈴木大喜）
- ”不安で…セックスがやめられない”…（NHK NEWS WEB 2018年5月29日　社会部記者/三浦佑一）
- ”大反響の"性依存症"告白漫画作者×精神科医・ゆうきゆう対談「強制的にでも褒め言葉で自分を肯定する！」”…（週プレNEWS 2018年06月23日　記者/結城紫雄　撮影/関純一）
- ”ハンマーで殴られて漫画を描こうと思った　エッセイ漫画『セックス依存症になりました。』作者インタビュー”…（ねとらぼ 2018年06月29日　記者/福田瑠千代)
- ”性依存症告白漫画　作者×精神科医・和田秀樹対談【前編】――映画『私は絶対許さない』に込められた意図とは”…（週プレNEWS 2018年07月13日　記者/結城紫雄　撮影/鈴木大喜)